# 211 Isolda

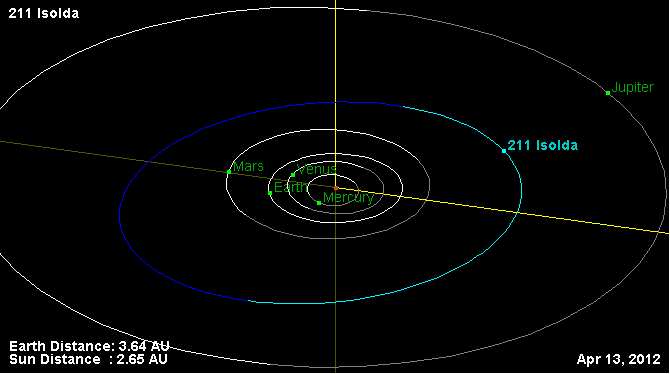
L'orbita di 211 Isolda

211 Isolda è un asteroide della fascia principale del diametro medio di circa 143,19 km. Scoperto nel 1879, presenta un'orbita caratterizzata da un semiasse maggiore pari a 3,0412648 UA e da un'eccentricità di 0,1623027, inclinata di 3,88226° rispetto all'eclittica.
Il suo nome è dedicato ad Isotta (in tedesco Isolde), personaggio leggendario medievale del mito di Tristano e Isotta, ripreso nell'opera lirica di Richard Wagner Tristano e Isotta (Tristan und Isolde).